# Adam Audio
Adam Audio, stylisé en « ADAM Audio » est une marque allemande d'enceintes spécialisée dans les enceintes professionnelles de monitoring, fondée en 1999 à Berlin. Elle emploie une cinquantaine de personnes dans son usine de Berlin.
En plus de ses produits destinés à une utilisation professionnelle, Adam Audio propose aussi des enceintes hi-fi et multimédia visant les particuliers.

## Histoire
Adam Audio est fondé en mars 1999 à Berlin. Adam signifie « Advanced Dynamic Audio Monitors ».
Dès ses débuts, la particularité de ses enceintes est l'utilisation d'un tweeter dit « ART » (Accelerating Ribbon Technology). Malgré la présence du terme « Ribbon » (en français « ruban »), Adam précise que cette technique n'est pas la même que le tweeter à ruban et que le nom ne se réfère qu'au matériau et non à sa fonctionnalité.
Dix ans plus tard, les tweeters et haut-parleurs de médiums intègrent la technologie « X-ART » (eXtended Accelerating Ribbon Technology), qui présentent d'après la marque une plus grande plage de fréquences et une meilleure efficacité.
En 2010, le cofondateur Roland Stenz quitte l'entreprise et fonde sa propre société d'enceintes professionnelles, Eve Audio. Il est rejoint par sa femme, Kerstin Mischke, directrice des ventes et présente chez Adam Audio dès les débuts de la marque également.
En janvier 2017 est introduite une nouvelle gamme d'enceintes de monitoring haut de gamme, la série S, comprenant cinq modèles. Parmi les nouveautés techniques sont présents un nouveau haut-parleur de graves et de médiums, ou encore un tweeter maintenant appelé « S-ART ».
La série T apparaît en 2018 avec deux modèles, T5V et T7V, représentant la nouvelle entrée de gamme de la marque. Ils sont rejoints en 2020 par un troisième modèle plus volumineux, la T8V.
Adam Audio sort son premier casque en 2018, dénommé SP-5, faisant partie de la ligne « Studio Pro ». Il s'agit d'un casque de monitoring conçu en collaboration avec la marque allemande Ultrasone. En 2024 sort son deuxième casque nommé H200, pour la première fois conçu et fabriqué entièrement en interne.
En 2019, le groupe Focusrite acquiert Adam Audio pour 18 millions d'euros.
Une nouvelle gamme A vient remplacer les enceintes AX en 2022. Les cinq modèles de la gamme disposent d'un réglage du son à distance via un câble RJ45 ainsi que d'une égalisation par DSP en collaboration avec Sonarworks.
Adam Audio produit aussi des enceintes pour une utilisation de loisirs (hi-fi) et multimédia , avec des gammes de produits dédiées appelées « Classic » et « ARTist ». En 2024 est introduite une nouvelle enceinte compacte à vocation multimédia, la D3V.

## Produits
Gamme professionnelle
- Série T
- Série A
- Série S
- Série SX
- Subwoofers
- Casques

Gamme hi-fi
- Classic MK3

Gamme multimédia
- Série ARTist
- Série Desktop

Gamme home cinéma
- Série GTC (Grand Theater Component)

## Galerie

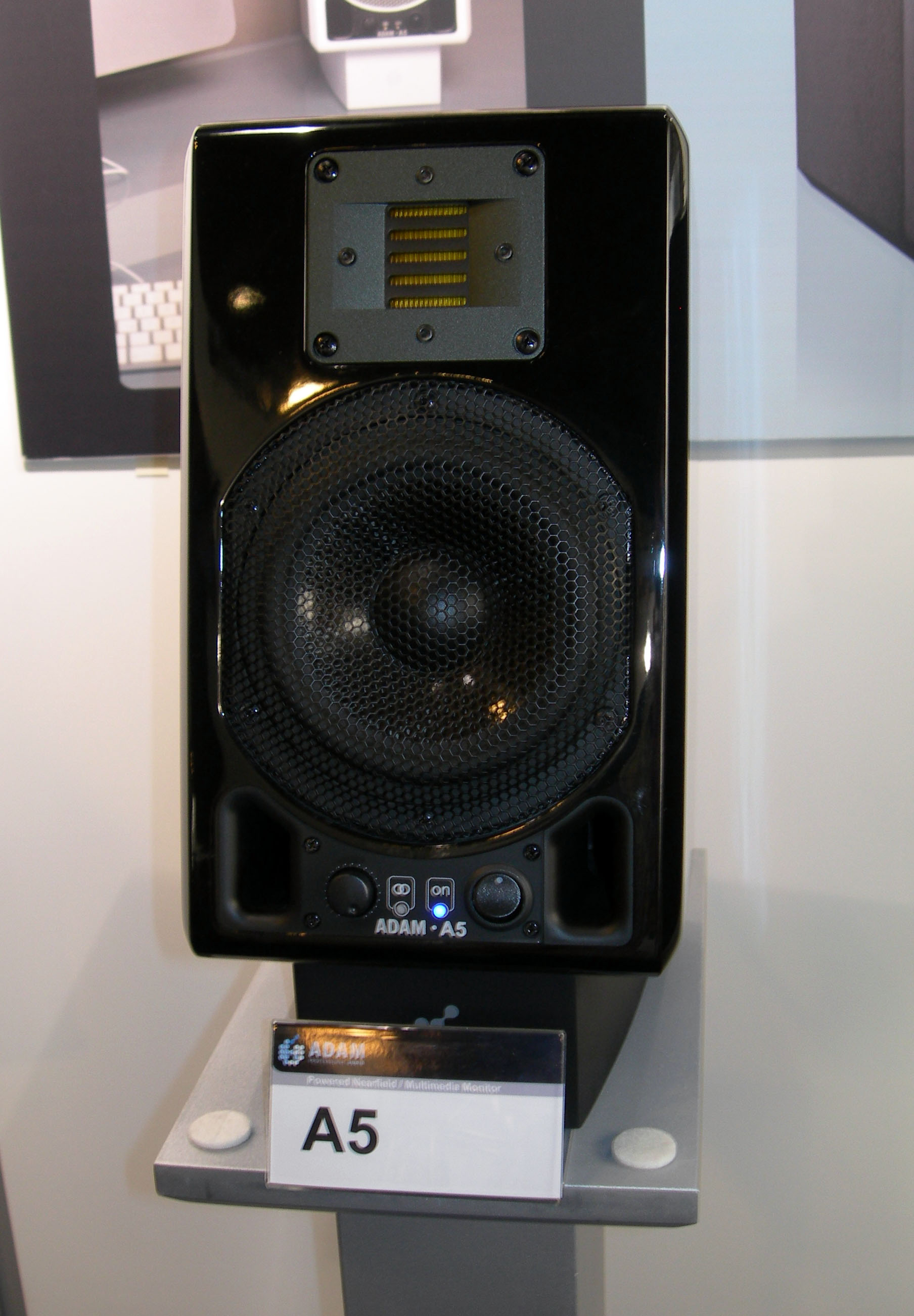
Adam A5, une enceinte deux-voies.
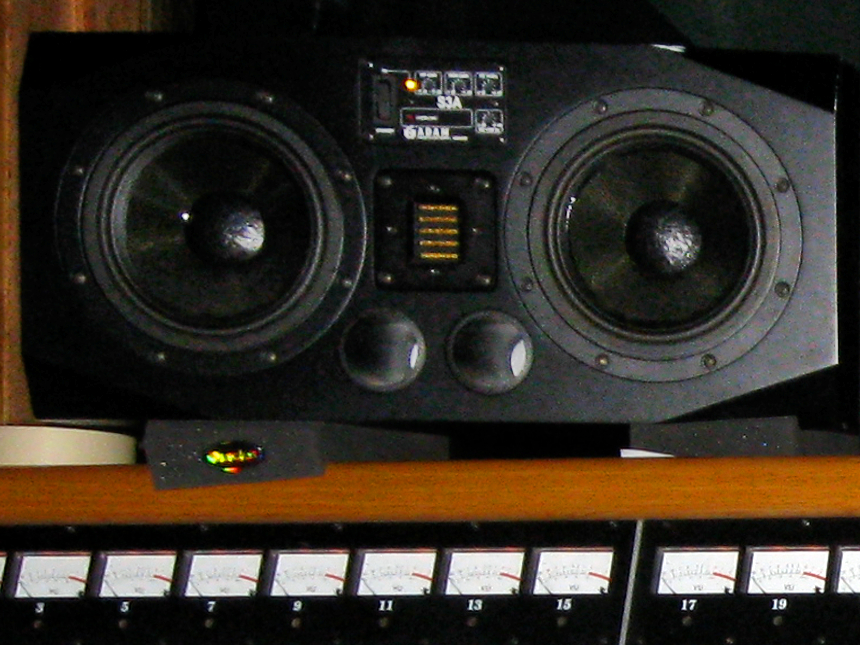
Adam S3A, enceinte deux-voies horizontale avec 2 boomers.
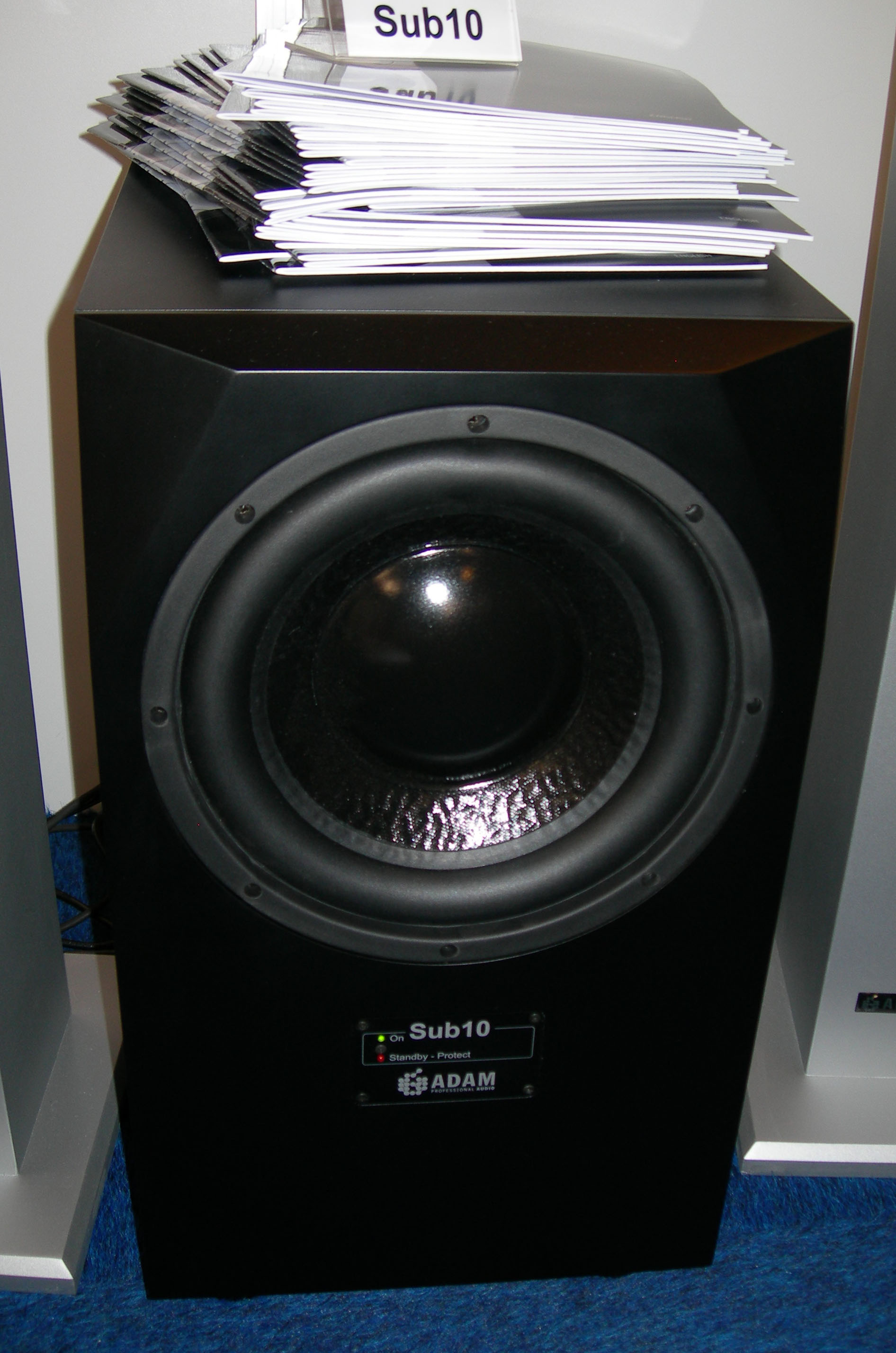
Le caisson de basses Sub10.
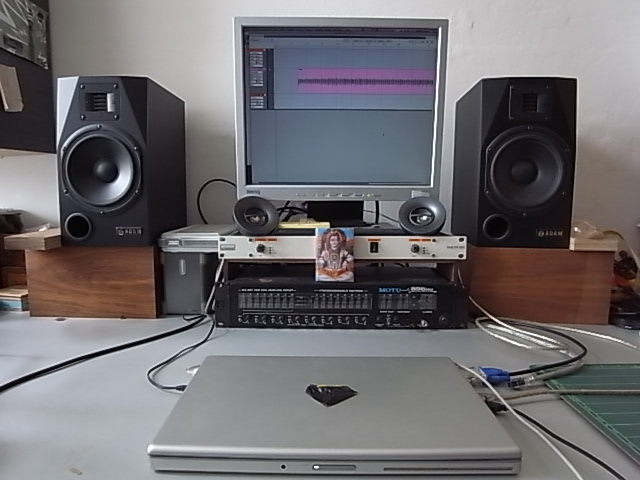
Un home studio utilisant les Adam ANF 10.